# Strażnik Ole
Strażnik Ole (duń. Taarnvægteren Ole, współ. duń. Tårnvægteren Ole) – baśń literacka autorstwa Hansa Christiana Andersena, wydana po raz pierwszy w Kopenhadze w marcu 1859 roku.
W utworze wspomniane zostały nazwiska: wojskowych F.A. Schleppegrella, Frederika Læssøe (przyjaciel pisarza), historyka Ludviga Holberga. Wymieniona zostaje z nazwy duńska flaga Dannebrog.

## Publikacja
Andersenowska baśń literacka Strażnik Ole została po raz pierwszy opublikowana 24 marca 1859 roku w Kopenhadze przez wydawnictwo C.A. Reitzel w antologii Nowe baśnie i opowieści. Zbiór trzeci (duń. Nye Eventyr og Historier. Første Række. Tredie Samling. 1859). Autorem ilustracji był Lorenz Frølich. W katalogu dzieł Hansa Christiana Andersena autorstwa B.F. Nielsena baśń opatrzona jest numerem 785. Utwór wznowiono za życia pisarza: 10. grudnia 1870 roku w antologii Eventyr og Historier. Tredie Bind.

## Polskie przekłady
Pierwszy przekład baśni na język polski opublikowała w 1931 roku Stefania Beylin w sześciotomowym zbiorze Baśnie, wydanym w Warszawie przez Wydawnictwo Jakuba Mortkowicza. Współczesny przekład z języka duńskiego autorstwa Bogusławy Sochańskiej ukazał się w 2006 roku w trzytomowej antologii Baśnie i opowieści (tom II 1852–1862).

## Fabuła
Streszczenia utworu dokonano na podstawie wersji duńskiej.
Ole, strażnik z wieży, mówi, że życie to ciągłe wzloty i upadki, a on już wyżej wejść nie może. Twierdzi, że wszyscy ludzie ostatecznie stają się strażnikami wieży, patrząc na życie z góry. Ole to rozmowny i zabawny człowiek, który jednak skrywa prawdę głęboko w sercu. Pochodzi z dobrej rodziny. Studiuje i pracuje jako pomocnik nauczyciela i diakona, ale bez sukcesu. Mieszka u diakona, kłócił się z nim o pastę do butów. Domaga się czernidła (duń. Blanksværte), a dostaje tłuszcz. Muszą się rozstać. Tak samo jak od diakona, Ole domaga się od świata błyszczącej pasty, lecz dostaje tylko tłuszcz. Wycofuje się z życia społecznego i zostaje samotnym stróżem na wieży. Z wieży obserwuje świat, czyta książki, odrzuca romanse i wybiera biografie oraz publikacje naukowe.

### Pierwsza wizyta
Ole czyta książkę o głazach narzutowych, którą bardzo się zachwyca. Mówi, że wcześniej przechodził obok głazów obojętnie, nie zdając sobie sprawy z ich znaczenia. Teraz każdemu głazowi okazuje szacunek, bo widzi w nich ślady pradawnej historii Ziemi. Dziękuje za książkę, która wzbudza w nim nowe zainteresowania i chęć dalszego czytania podobnych dzieł. Uważa, że dzieje Ziemi to najciekawsza powieść, jaka istnieje. Żałuje, że nie można przeczytać jej pierwszych rozdziałów, bo są zapisane językiem, którego nie znamy: w warstwach ziemi i kamieniach. Adam i Ewa pojawiają się dopiero w szóstym rozdziale. Ole uważa, że wszyscy jesteśmy częścią tej opowieści, choć poruszamy się tylko trochę, a Ziemia nieustannie się obraca. Podziwia stabilność skorupy ziemskiej i rozwój życia trwający miliony lat. Czytając książkę w sylwestra, tak się w nią zagłębia, że zapomina o swojej corocznej rozrywce: oglądaniu „dzikiego wojska na Amagerze”.
Zlot czarownic na miotłach odbywa się w noc świętojańską, ale dzika horda leci na Amager w noc sylwestrową. Wszystkie marne poetki, poeci, muzycy, dziennikarze i artyści lecą w tę noc. Siedzą okrakiem na pędzlu lub piórze, bo stalowe pióro jest zbyt sztywne. Ole co roku widzi ten lot, choć nie chce zdradzać nazwisk uczestników. Jego krewna, handlująca rybami, uczestniczyła raz jako zaproszony gość. Twierdzi, że sama nie pisze, więc została przyniesiona.
Na początku goście śpiewają swoje własne piosenki. Każdy uważa swoją piosenkę za najlepszą, ale wszystkie brzmią tak samo. Potem występują gaduły i plotkarze rodzinni. Jest też pochlebca, który wszystko nazywa „znakomitym”. W pewnym momencie wyrasta ogromna grzybopodobna konstrukcja, to symbol całorocznych ich „dzieł”. Z grzyba wylatują iskry, to wszystkie zapożyczone myśli i pomysły, niczym fajerwerki.
Tego roku Ole wyrusza w duchową podróż w czasie. Widzi kamienie sprzed milionów lat, zanim powstała Arka Noego. Zastanawia się nad spadającymi gwiazdami jako symbolami dziękczynienia dla dobrych ludzi. Ostatecznie stwierdza, że jemu samemu nikt nie podziękuje, bo zasługuje tylko na tłuszcz, nie na atrament.

### Druga wizyta
W Nowy Rok narrator odwiedza wieżę, gdzie spotyka strażnika Ole, który opowiada o symbolice toastów w kontekście święta. Strażnik wyjaśnia, że ludzie wznoszą toast o północy, co według niego dobrze wróży pijakom i leniwym. Zastanawia się, co mieszka w kieliszkach: zdrowie, radość, ale też nieszczęście.
W pierwszym kieliszku znajduje się ziele zdrowia. W drugim kieliszku ukrywa się mały ptak, który śpiewa radośnie i inspiruje ludzi do optymizmu. Trzeci kieliszek kryje małego skrzydlatego człowieczka (duń. lille vinget Fyr), który daje ludziom dowcip i dobry nastrój. W czwartym kieliszku jest granica rozsądku. Piąty kieliszek prowadzi do uniesień i zapomnienia: pojawia się książę Karnawał, który porywa człowieka w wir zabawy. W szóstym kieliszku mieszka sam diabeł: uroczy i przekonujący, prowadzi człowieka ku zgubie.
Ole kończy opowieść, zaznaczając, że historia kieliszków ma głębszy sens i można ją opowiedzieć na różne sposoby.